# Dominique Regef
Dominique Regef (* 1947 in Paris) ist ein französischer Geiger, der zunächst zur Folkszene gehörte, aber zunehmend auch im Bereich der Neuen Improvisationsmusik und des Jazz tätig war. Er spielt zahlreiche andere Streichinstrumente und gilt als einer der innovativsten Drehleierspieler.

## Leben und Wirken
Regef lernte zunächst Geige und Piano, bevor er das Spektrum um weitere Streichinstrumente wie das Cello, die Rebec und Fidel, die Rajasthan dilruba und vor allem um die Drehleier erweiterte.
Regef arbeitete zunächst mit Musikern der Folkszene wie Jean-François Dutertre und Emmanuelle Parrenin, mit denen er auch mehrere Platten vorlegte, und gehörte zeitweilig den Gruppen Blanche Fleur, Malicorne (Le Bestiaire) und Mélusine (La Treizième heure, 1979) an. Zunehmend arbeitete er mit Musikern aus dem Jazz- und dem Improvisationsbereich wie Michel Doneda, Lê Quan Ninh, Daunik Lazro, Beñat Achiary, Evan Parker, Joëlle Léandre, Pascal Contet, Carlos Zingaro, Otomo Yoshihide, Bob Ostertag, Jon Rose, Frances-Marie Uitti, Jean-Marc Montera, Philippe Maté, Rémy Walter, François Méchali, Michel Marre, Jacques Di Donato, Didier Petit, aber auch mit Stephan Eicher, Freddy Eichelberger, Éric Lareine, Rosina de Pèira, Mighela Cesari, Equidad Bares und György Kurtág Jr. Daneben ist er Mitglied von Gérard Zuchettos Troubadours Art Ensemble.
1993 legte er sein Debütalbum unter eigenem Namen vor, das von der Kritik auch wegen der Klänge, die er auf den Instrumenten entwickelte, hochgelobt wurde. 2009 spielte er die Suite Horizons chimeriques von Daniel Tosi ein. Auch trat er im Trio Memento, zu dem die Vokalistin Caroline Engrem und der Geiger Mathieu Werchowski gehörten, und mit dem Amor Fati Trio auf.

## Diskografie (Auswahl)
Soloalben
- Tourneries (mit Michel Doneda und Dominique Répécaud, 1993)
- Horizons chimeriques (mit der Camerata de France, Komposition von Daniel Tosi, 2009)

Kollaborationen
- Steve Waring Special Instrumental Guitar (Le Chant du Monde 1975, mit Jacques Mayoud, Philippe Guilhaume, Philippe Maté)
- Le Galant Noyé: Ballades et chansons traditionnelles Françaises (Le Chant du Monde 1975, mit Emmanuelle Parrenin, Jean-Loup Baly, Jean-François Dutertre)
- Jean-Loup Baly, Jean-François Dutertre, Emmanuelle Parrenin, Naïk Raviart, Mône Dufour, Dominique Regef Chansons à Danser: Belle ton amour me mène (Le Chant du Monde 1976)
- Toulouse Medieval Ensemble Musique liturgique et profane du XIV siècle (1988)
- Beñat Achiary Arranoa (1988)
- Gérard Zuchetto Trobar e cantar (1991)
- Beñat Achiary Lili Purprea (1991)
- L'élémentaire sonore (1992)
- Mighela Cesari & Mighele Raffaelli U cantu prufondu (1993)
- Rémy Walter Face to the Ground (1994)
- Éric Lareine L'ampleur des dégâts(1994)
- Les Vents d'Est Ballade pour une mer qui chante Vol.2 (1995)
- Serge Pey L'évangile du serpent (1995)
- Système Friche (1996)
- Philippe Maté Emotions (1998)
- Troubadours Art Ensemble Concept (2000)
- Troubadours Art Ensemble Trob'art (2000)
- Roger Hodgson Open the Door (2000)
- Troubadours Art Ensemble Concepts 2 (2001)
- Occitania (2001)
- Michel Marre Indians Gavachs (2001)
- Philippe Eidel Renaissance (2001)
- Millenarium Douce Amie - Chansons de Trouvères (2002)
- Trobada Trobada (2003)
- Carlos Zíngaro / Dominique Regef / Wilbert de Joode - Spectrum String Trio (Clean Feed, 2008)
- Michel Doneda, Lê Quan Ninh, Dominique Regef  SOC (2013, rec. 1992)